# Halcón (1887)
El Halcón fue un torpedero, de la clase Azor perteneciente a la Armada Española. 

## Historial
La construcción del Halcón fue atorizada por Real Orden de 1886 en la que se le asignaba ya sus nombres. Las obras fueron encargadas inmediatamente a la empresa británica Yarrow junto con las de su gemelo, el Azor el 14 de abril de 1886. 
Tenía 10 compartimentos estancos y su capacidad de combustible rondaba las 25 t de carbón. Su coste fue de 17.000 libras esterlinas. 
Durante la guerra hispano-estadounidense, el Halcón formó parte de la Segunda División de Torpederos, destinada a la defensa de Ferrol y las Rías Bajas ante un hipotético ataque por parte de los Estados Unidos.
El Halcón fue dado de baja en la Armada en 1918.